# Fort Anké
Fort Anké was een fort van de Vereenigde Oostindische Compagnie (VOC) ten westen van Batavia, het huidige Jakarta. Het werd in 1657 door de VOC gebouwd langs de oever van de Anké, op een uur wandelen van het stadscentrum van Batavia. In historische geschriften wordt het ook wel aangeduid als Anckee, Ankee of Anke.

## Geschiedenis
Fort Anké werd gebouwd ter verdediging van de stad Batavia tegen vijandelijke aanvallen. Tegelijkertijd werden ook de versterkingen Noorwijk en Zevenhoek gebouwd. Fort Anké was het meest westelijke fort van Batavia, samen met fort Buitenwacht dat er ten noorden van lag. Het fort bezat vier bastions, die elk met een trap bereikbaar waren. Het fort had twee ingangen, een in het westen en een in het oosten. Die in het westen lag aan de rivier de Anké en was te bereiken via een brug over de rivier. De naam van deze ingang was Waterpoort. De andere ingang heette Landpoort. In het midden van het fort stond een zevenhoekige uitkijktoren. Aan de oostkant van het fort was een kanaal gegraven. De noord en westkant van het fort werden begrensd door de rivier de Anké en de zuidkant door de Mooxervaart.
Toen in november 1796 de Franse natuuronderzoeker Jacques de Labillardière het fort bezocht, werden er drie Franse officieren van het Franse kaperschip Le Modeste gedurende vijf maanden gevangen gehouden.

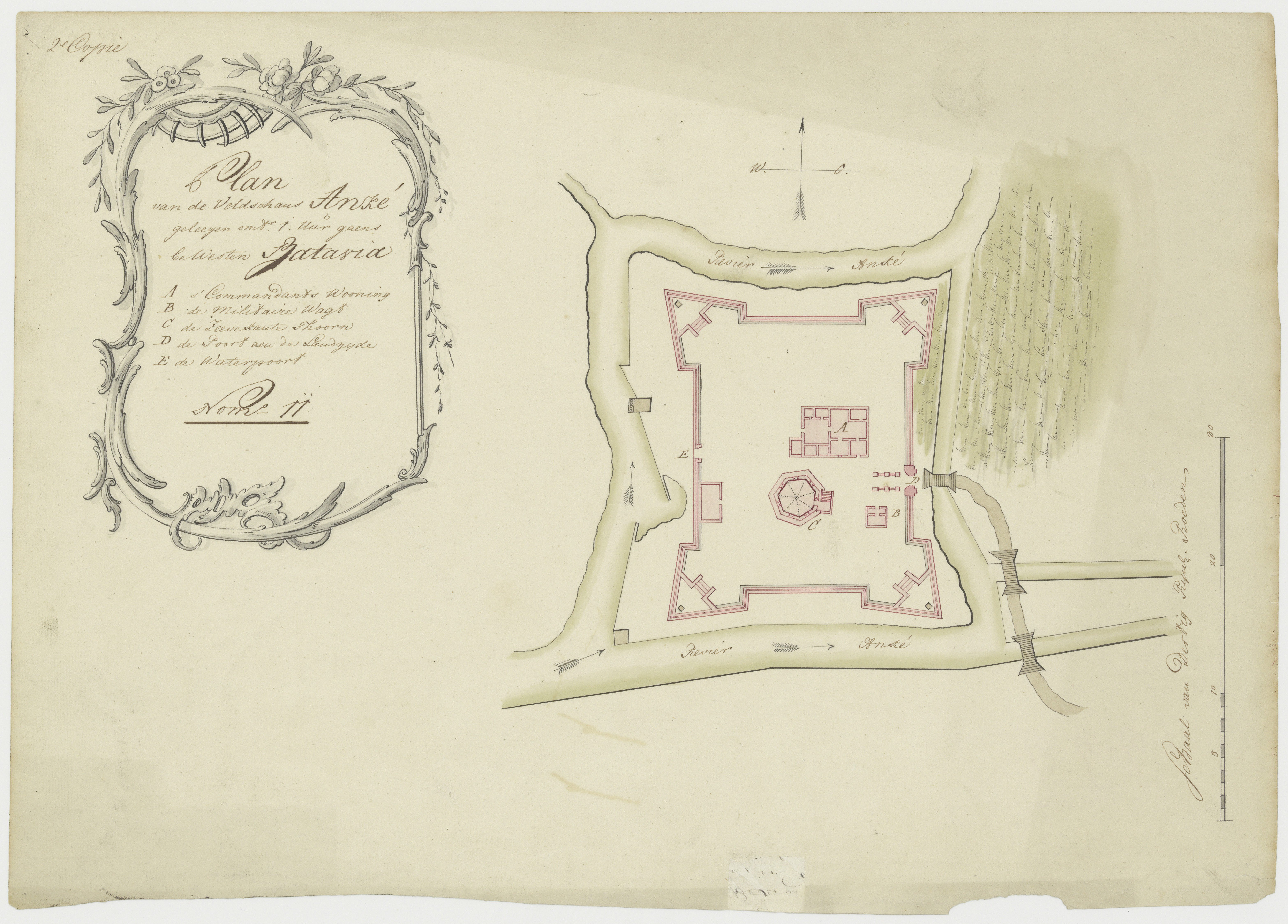
Plattegrond van de "Veld-Schans Anke, geleegen omtrent 1 uur gaans bewesten Batavia". (C.A. Luepken (landmeter en kaartenmaker), 1682, collectie Nationaal Archief, 's-Gravenhage)
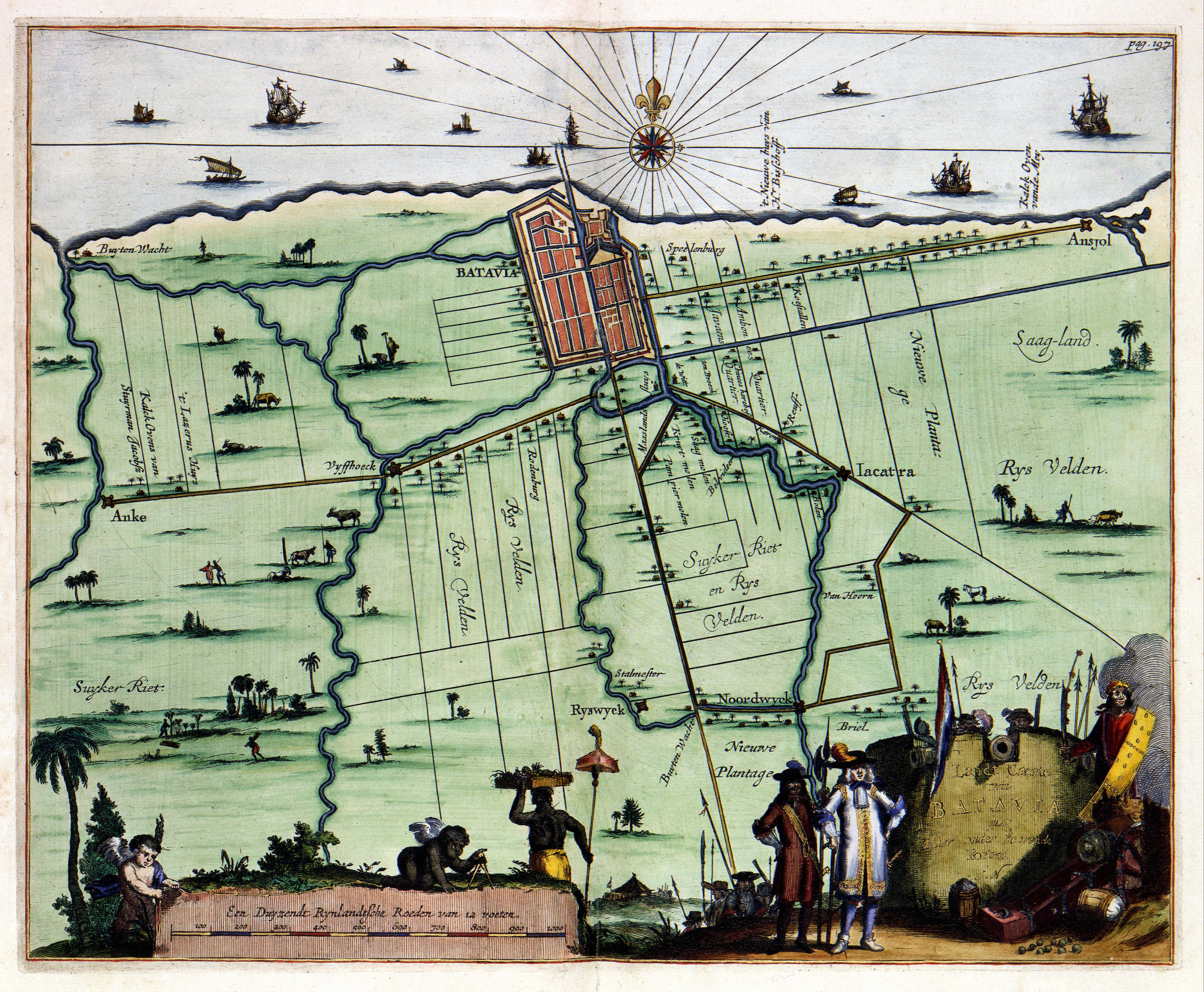
Plattegrond van Batavia en omgeving met links in het midden Fort Anké (uit: Atlas Van der Hagen, 1682, maker Johan Nieuhof, collectie Koninklijke Bibliotheek, 's-Gravenhage)